# Mogoșești-Siret, Iași
Mogoșești-Siret (în trecut, Mogoșești) este satul de reședință al comunei cu același nume din județul Iași, Moldova, România.